# Liste des évêques d'Ischia

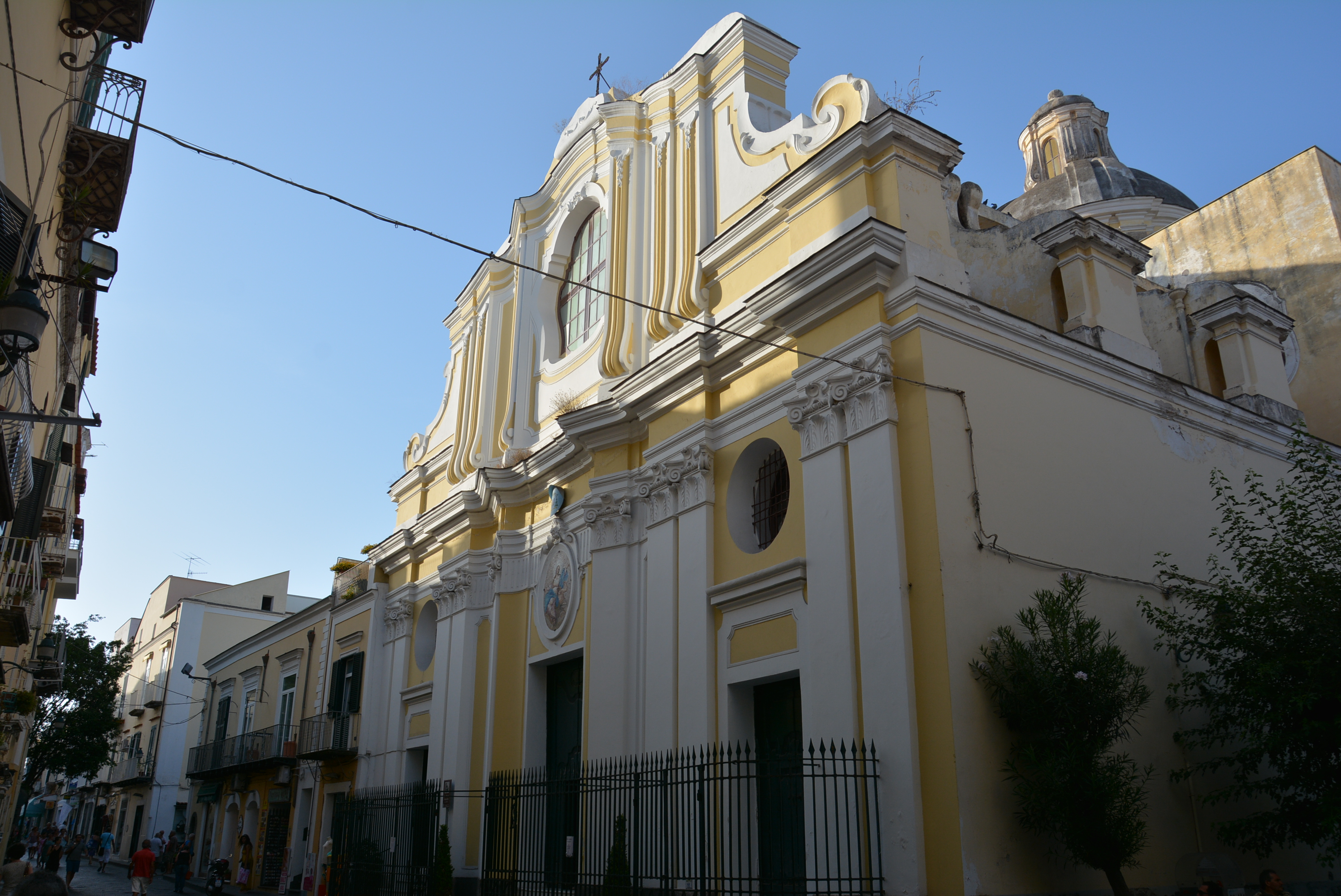
Cathédrale de Ischia

Cet liste recense les évêques qui se sont succédé sur le diocèse d'Ischia avec siège à Ischia, sur l'île du même nom. Le diocèse est un suffragant de l'archidiocèse de Naples. 

## Évêques
- Pietro † (1179)
- Sergio † (?)
- Amenio † (1206)
- Salvo † (1305)
- Pietro II † (1306 - ?)
- Ugolino da Osimo, O.P. † (1340)
- Guglielmo † (? - 1348)
- Tommaso † (1348 - ?)
  - Giacomo d'Itro † (1359 - 1359)
- Bartolomeo dei Borsolari O.S.A. † (1359 - 1389)
- Paolo Strina † (1392 -)
  - Baldassarre Cossa (?) † (administrateur apostolique)
- Andrea (?)
- Nicola Tinti, O.P. † (1406 - ?)
- Lorenzo de' Ricci † (1419 - 1436)
- Giovanni, O.S.A. † (1436 - 1454)
- Miguel Cosal, O.Cist. † (1454 - 1464)
- Giovanni II de Cico † (1464 - 1479)
- Bernardino de Leis, C.R.L. † (1503 - 1504)
- Donato Strineo † (1504 - 1534)
- Agostino Falivene, O.S.M. † (1534 - 1548)
- Francisco Gutiérrez † (1548 - 1554)
- Virgilio Rosari o Rosario † (1554 - 1559)
- Filippo Geri † (1560 - 1564)
- Fabio Polverone † (1565 - 1589)
- Iñigo de Avalos, C.R.L. † (1590 - 1635)
- Francesco Tontori o Tontolo, C.R.S. † (1638 - 1663)
- Gian Antonio de' Vecchi † (1663 - 1671)
- Gerolamo Rocca † (1671 - 1691)
- Michelangelo Cotignola † (1692 - 1698)
- Luca Trapani † (1699 - 1718)
- Gianmaria Capecelatro † (1718 - 1739)
- Niccolò Schiaffinati, O.S.A. † (1739 - 1743)
- Felice Amati † (1743 - 1764)
- Onofrio Rossi † (1764 - 1775)
- Sebastiano de Rosa † (1775 - 1792)
- Pasquale Sansone † (1792 - 1799)
  - Giosuè Mazzella † (1799 - 1818) (vicaire capitulaire)
- Giuseppe D'Amante † (1818 - 1843)
- Luigi Gagliardi † (1845 - 1854)
- Felice Romano † (1854 - 1872)
- Francesco di Nicola † (1872 - 1885)
- Gennaro Portanova † (1885 - 1888)
- Giuseppe Candido † (1888 - 1906)
- Mario Palladino † (1901 - 1913)
- Pasquale Ragosta † (1914 - 1925)
- Ernesto de Laurentiis † (1928 - 1956)
- Antonio Cece † (1956 - 1962)
- Dino Tomassini † (1962 - 1970)
  - Sede vacante (1970 - 1980)
- Diego Parodi, M.C.C.I. † (1980 - 1983)
- Antonio Pagano † (1983 - 1997)
- Filippo Strofaldi (25 novembre 1997 - 7 juillet 2012, démission)
- Pietro Lagnese (23 février 2013 - )